# 45.º Prêmio Jabuti
O 45º Prêmio Jabuti foi realizado em 2003, premiando obras literárias referentes a lançamentos de 2002.

## Prêmios
Os premiados foram:
- Arthur Nestrovski, Livro do Ano Ficção
- João Paulo Capobianco (coord), Livro do Ano Não-ficção
- Ana Miranda, Romance
- Rubem Fonseca, Contos e Crônicas
- Bruno Tolentino, Poesia
- Jacques Vissoky, Prêmio União Latina-CBL de Tradução Científica e Técnica
- Arthur Nestrovski, Literatura Infantil/Juvenil
- Susana Kampff Lages, Teoria Literária Lingüística
- Alberto da Costa e Silva, Ciências Humanas
- Leonardo Posternak, Educação e Psicologia
- João Paulo Capobianco (coord), Ciências Naturais e da Saúde
- Luiz Bruner de Miranda/Belmiro Mendes de Castro/Björn Kjerfve, Ciências Exatas, Tecnologia e Informática
- João Paulo dos Reis Velloso (coord), Economia, Administração, Negócios e Direito
- Graça Lima/Mariana Massarani, Ilustração Infantil ou Juvenil
- Paula Astiz, Capa
- Raul Loureiro, Projeto/Produção Editorial
- José Inacio de Melo Souza, Reportagem e Biografia
- Luciana Salles Worms/Wellington Borges Costa, Didático do Ensino Fundamental/Médio
- Sérgio Kobayashi/Expedição Vaga-Lume, Prêmio Amigo do Livro

## Ver Também
- Prêmio Prometheus
- Os 100 livros Que mais Influenciaram a Humanidade
- Nobel de Literatura